# Charaxes castor
Charaxes castor es una especie de lepidóptero de la familia Nymphalidae. Es originaria de África.
Tiene una envergadura de alas de 75–85 mm en los machos y 85–105 mm en las hembras. El periode de vuelo abarca todo el año, pero es más común en verano y otoño.
La larvas se alimentan de Bridelia micrantha, Afzelia quanzensis, Tragia spp., Gymnosporia spp., Maytenus senegalensis, Scotia brachypetala, Bredelia micrantha y Cassia fistula.

## Subespecies
Enumerados alfabéticamente.
- C. c. arthuri van Someren, 1971
- C. c. castor (Cramer, [1775])
- C. c. comoranus Rothschild, 1903
- C. c. flavifasciatus Butler, 1895